# Триумфатор (роман)
«Триумфа́тор» — роман Ольги Елисеевой, опубликованный в 2021 году. Издательством анонсировался как одновременно принадлежащий жанру альтернативной истории и исторической прозы. Роман посвящён Древнему Риму, но события в нём развиваются в параллельной реальности. После череды гражданских войн Республика, центром которой является Вечный Город в Лациуме, сменяется империей. Приход христианства (назарейства) происходит одновременно с новой властью, а главный герой причудливо сочетает черты Юлия Цезаря и Константина Великого.
Книга номинирована на соискание премии имени святых Петра и Февронии Муромских, а также удостоена премии «Бесобой» (за достижения в мистической (сакральной) фантастике) Басткона. Также роман удостоился премии «Большая Проксима» третьего московского литературного фестиваля «Проксима Центавра».

## Сюжет
В авторской реальности центром Республики является Вечный город в Лациуме. Повествование начинается с отрешения под пустяковым предлогом протагониста Авла Луция Мартелла от должности верховного военачальника. Имя персонажа может отсылать как к основателю Республики Луцию Юнию Бруту, так и предшественнику Цезаря Луцию Корнелию Сулле. Авл Луций Мартелл — великий завоеватель, покоритель земель «от лесов Ареции до песков Гиркании, утёсов Бетики и людоедов Гебаша», не нашедший общего языка с сенаторами, и знаменитым демагогом Публием Цыцерой. Конкретное же время действия не обозначено никак, даже в условном лацийском исчислении; читатель определяет его косвенно по персонажам и расстановке сил. Цыцера спровоцировал облаву на секту назаретян, главой которых является Симон. Главной причиной назревшего в Вечном Городе переворота является религиозная: переход к Империи от республики необходим по причине того, что старые боги умолкли и отзывались лишь по индивидуальному запросу и после обильных жертв. Симон идёт на жертву во имя победы Авла для того, «чтобы высвободить свет, который они — братья и сестры — уже накопили в себе. Этим светом, как щитом, будет закрыт город от нападений злых духов, мешающих им утвердиться здесь. Этот свет проложит дорогу в Лациум тому, кто сам погряз во тьме, но поможет свет преумножить». К назарейцам неофитов влекут не совершаемые ими чудеса, а глубокая убеждённость в невозможности спасения иным путём. После отставки Мартелла, его ссылают в Болотный Край под проклятия народа Города, который считает полководца предателем. На варварской периферии ему предстоит объединить племена и захватить Город. В Лациуме сенаторы вручают диктаторские полномочия Максенцию, любовницей которого становится Папея — неверная жена Авла Луция. Главной особенностью самого Мартелла является его одержимость Ларом, с которым он вынужден вести постоянную борьбу. При последней битве за Вечный Город на небесах открывается знамение: в небесах сияют буквы «ХР» и раздался глас «Сим победишь».

## Литературные особенности
По словам автора, её роман посвящён «нашему сегодняшнему дню», для сопоставления с которым Древний Рим очень удобен, ибо «В его истории, кажется, было всё — любые коллизии на выбор». Поэтому О. Елисеева обратилась к занимавшей её коллизии, что приход императорской власти в Риме и приход христианства должны были произойти вместе. Однако будучи художественным произведением, роман «Триумфатор» выстраивается вокруг героя, личность которого диктует сюжет.

На моих глазах мир, в котором мы живём, все глубже погружается в язычество и повседневный «бытовой» магизм. На примере Рима становится очевидно, как неприятна такая жизнь. Главный герой одержим, ему приходится делить свое тело со злым подселенцем, которым из «лучших соображений» его наделили ещё в детстве. Человек страдает, мучается от собственных низких поступков, на которые его подталкивает тварь, живущая в нём. Мой рассказ — о том, как душа берет верх и через какие терзания это происходит.
Историк Дмитрий Мартынов вписал роман О. Елисеевой в широкий литературный контекст, представленный жанром «учёного романа», создаваемого учёными-гуманитариями («Таинственная самка» китаиста-религиоведа Е. А. Торчинова, «Цвингер» переводчицы У. Эко Елены Костюкович, романы Р. Шмаракова и П. Алешковского).

## Издание
- Елисеева О. Триумфатор: роман. — М. : Снежный Ком М, 2021. — 320 с. — (Бастион). — 1000 экз. — ISBN 978-5-6044966-7-1.